# 印第安斯普林斯 (加利福尼亞州門多西諾縣)
印第安斯普林斯（英語：Indian Springs）是位於美國加利福尼亞州門多西諾縣的一個非建制地區。該地的面積和人口皆未知。

## 地理
印第安斯普林斯的座標為39°44′01″N 123°22′26″W / 39.73361°N 123.37389°W，而該地的平均海拔高度為365米（即1197英尺）。